# Пекарчик, Мария Дмитриевна
Пекарчик, Мария Дмитриевна (15 января 1988, Минск, Белорусская ССР, СССР) — белорусская спортсменка, выступающая в сольных композициях кикбоксинга. Мастер спорта международного класса. Чемпионка Европы и многократная обладательница Кубка мира.

## Биография
Спортивную карьеру начала в 1996 году в СК «Кик Файтер» у заслуженного тренера РБ Добротворского Е. Г. в восьмилетнем возрасте. Специализировалась на сольных композициях в разделе «нунчаку». Выступала также с ножом на цепи, в мягком стиле без оружия (школа змеи) и в жестком стиле без оружия (техника с элементами каратэ и тхэквондо).
Является самой юной победительницей Кубка мира среди взрослых — этот титул она выиграла в 13 лет (Сидней, Австралия, 2000 год). Этот год был для неё самый удачный. Ей удалось завоевать золото в трех разделах и стать абсолютной чемпионкой Кубка мира.
Замужем, имеет сына и дочь.

## Спортивные достижения
Кикбоксинг: Сольные композиции
- 1997 Первенство мира  жесткий стиль с оружием
- 1998 Первенство мира  жесткий стиль с оружием
- 1998 Первенство мира  жесткий стиль
- 1998 Кубок мира WAKO (Венгрия)  мягкий стиль
- 1998 Кубок мира WAKO (Венгрия)  мягкий стиль
- 1998 Кубок мира WAKO (Венгрия)  жесткий стиль с оружием
- 1998 Чемпионат Европы WAKO (Украина)  жесткий стиль с оружием
- 1998 Чемпионат Европы WAKO (Украина)  мягкий стиль
- 1998 Чемпионат Европы WAKO (Украина)  жесткий стиль
- 1998 Кубок мира ISKA (Австралия)  стиль с оружием
- 1998 Кубок мира ISKA (Австралия)  мягкий стиль
- 1998 Кубок мира ISKA (Австралия)  жесткий стиль
- 1998 Кубок мира ISKA (Австралия)  Абсолютный чемпион
- 1998 Всемирные игры под эгидой НОК (Москва)  жесткий стиль
- 1998 Всемирные игры под эгидой НОК (Москва)  жесткий стиль с оружием
- 1998 Всемирные игры под эгидой НОК (Москва)  мягкий стиль
- 1999 Кубок мира ISKA (Австралия)  жесткий стиль с оружием
- 1999 Кубок мира ISKA (Австралия)  жесткий стиль с оружием
- 2000 Кубок мира ISKA (Сидней, Австралия)  стиль с оружием
- 2000 Кубок мира ISKA (Сидней, Австралия)  мягкий стиль
- 2000 Кубок мира ISKA (Сидней, Австралия)  жесткий стиль
- 2000 Кубок мира ISKA (Сидней, Австралия)  Абсолютный чемпион
- 2001 Кубок мира WAKO (Италия)  мягкий стиль
- 2001 Кубок мира WAKO (Италия)  мягкий стиль с оружием
- 2001 Кубок мира WAKO (Италия)  жесткий стиль с оружием
- 2001 Кубок мира WAKO (Италия)  жесткий стиль
- 2002 Чемпионат Европы WAKO (Италия)  жесткий стиль с оружием
- 2002 Чемпионат Европы WAKO (Италия)  мягкий стиль
- 2002 Чемпионат Европы WAKO (Италия)  мягкий стиль с оружием
- 2003 Кубок мира WAKO (Италия)  жесткий стиль с оружием
- 2003 Кубок мира WAKO (Италия)  жесткий стиль
- 2003 Кубок мира WAKO (Италия)  мягкий стиль с оружием
- 2003 Кубок мира WAKO (Италия)  мягкий стиль
- 2003 Чемпионат мира WAKO (Украина)  жесткий стиль
- 2003 Чемпионат мира WAKO (Украина)  жесткий стиль с оружием
- 2003 Чемпионат мира WAKO (Украина)  мягкий стиль
- 2004 Кубок мира WAKO (Италия)  жесткий стиль
- 2004 Кубок мира WAKO (Италия)  жесткий стиль с оружием
- 2004 Кубок мира WAKO (Италия)  мягкий стиль с оружием
- 2004 Чемпионат Европы WAKO (Португалия)  жесткий стиль
- 2004 Чемпионат Европы WAKO (Португалия)  мягкий стиль
- 2004 Чемпионат Европы WAKO (Португалия)  мягкий стиль с оружием
- 2005 Кубок мира WAKO (Италия)  мягкий стиль
- 2005 Кубок мира WAKO (Италия)  жесткий стиль
- 2005 Кубок мира WAKO (Италия)  жесткий стиль с оружием
- 2005 Кубок мира WAKO (Италия)  мягкий стиль с оружием
- 2006 Кубок мира WAKO (Италия)  жесткий стиль с оружием
- 2006 Кубок мира WAKO (Италия)  мягкий стиль
- 2006 Кубок мира WAKO (Италия)  жесткий стиль
- 2006 Чемпионат Европы WAKO (Словения)  жесткий стиль
- 2006 Чемпионат Европы WAKO (Словения)  мягкий стиль
- 2006 Чемпионат Европы WAKO (Словения)  мягкий стиль с оружием
- 2006 Чемпионат Европы WAKO (Словения)  жесткий стиль с оружием
- 2007 Кубок мира WAKO (Италия)  мягкий стиль
- 2007 Чемпионат мира WAKO (Португалия)  жесткий стиль с оружием
- 2008 Кубок мира WAKO (Италия)  открытая категория
- 2008 Кубок мира WAKO (Италия)  жесткий стиль с оружием
- 2008 Кубок мира WAKO (Италия)  жесткий стиль